# Astenozoospermia
Astenozoospermia é um dos mais comuns achados em homens inférteis caracterizado pela redução ou ausência da mobilidade dos espermatozoides.
São fatores relacionados com a astenozoospermia: alterações hormonais, infecção bacteriana seminal, anticorpos antiespermatozoides, defeitos flagelares, varicocele, álcool, fumo, drogas em abuso, disfunção prostática e seminal, stress e medicações como acetato de megestrol, acetato de leuprolida, ácido valpróico, fenitoína, gossypol, griseofulvina, haloperidol, reserpina e trimetoprima.